# Goldonna
Goldonna é uma vila localizada no estado americano de Luisiana, na Paróquia de Natchitoches.

## Demografia
Segundo o censo americano de 2000, a sua população era de 457 habitantes.
Em 2006, foi estimada uma população de 455, um decréscimo de 2 (-0.4%).

## Geografia
De acordo com o United States Census Bureau tem uma área de
28,6 km², dos quais 28,6 km² cobertos por terra e 0,0 km² cobertos por água. Goldonna localiza-se a aproximadamente 70 m acima do nível do mar.

## Localidades na vizinhança
O diagrama seguinte representa as localidades num raio de 28 km ao redor de Goldonna.